# Germain Sanou
Germain Sanou (Bobo-Dioulasso, 26 maggio 1992) è un calciatore burkinabé, portiere del Paris 13 Atletico.

## Palmarès

### Club

#### Competizioni nazionali
- Championnat de France amateur 2: 1

Beauvais: 2016-2017